# Szabiha
Szabiha (arab. شبيحة) – syryjska milicja działająca na rzecz Partii Baas. Aktywna podczas wojny domowej w Syrii, kiedy to byłą przybudówką syryjskich sił zbrojnych i brała udział w operacjach wymierzonych w sunnickich rebeliantów i cywilów.
Szabiha została powołana do życia w latach 80. XX wieku, przez Namira al-Asada, kuzyna ówczesnego prezydenta Hafiza al-Asada. Członkowie milicji byli rozlokowani na wschodnim wybrzeżu Morza Śródziemnego i trudnili się głównie przemytem między Libanem a Syrią. W latach 90. XX wieku, szabiha w brutalny sposób egzekwowała prawo w Latakii. W 2000 została rozwiązana przez nowego prezydenta Baszszara al-Asada.
Jednak wraz z rozpoczęciem wojny domowej w 2011 roku milicję reaktywowano. W skład alawickiej organizacji paramilitarnej wchodzili cywilni ochotnicy oraz najemnicy wspierający reżim Baszszara al-Asada. W pierwszej fazie wojny członkowie organizacji tłumili demonstracje antyrządowe i zabijali demonstrantów. Szczególnym okrucieństwem wsławiali się snajperzy szabihy. W dalszych fazach wojny szabiha razem z armią rządową prowadziła operacje przeciwko siłom opozycji. Milicja brała udział w grabieżach, rozbojach oraz masakrach, porwaniach i masowych egzekucjach.
Pierwszą zbiorową masakrą, jakiej dopuściła się szabiha, były wydarzenia z Huli z 25 maja 2012. W masowych egzekucjach pozbawiono życia 108 osób. Z kolei 6 czerwca 2012 milicjanci w wioskach Al-Kubajr i Maazarif zamordowali 78 cywilów, z czego 35 osób pochodziło z jednej rodziny. Szabiha stała również za zbrodnią w At-Trimsie z 12 lipca 2012, kiedy zginęło łącznie 150 osób. Oskarżana jest za przeprowadzenie egzekucji w Akrab z 11 grudnia 2012 (125-150 zabitych) oraz czystek etnicznych w Al-Bajdzie i Banijas w dniach 2-3 maja 2013, kiedy zginęło 248 osób.